# Высокое (Самарская область)
Высокое — село в Пестравском районе Самарской области. Административный центр и единственный населенный пункт сельского поселения Высокое.

## География
Находится на левом берегу реки Большой Иргиз в 5 км к востоку от районного центра села Пестравка и в 90 км к югу от Самары.
Вдоль южной окраины села проходит автодорога Пестравка — Большая Глушица.

## История
Основано в 1843 году переселенцами из Воронежской губернии. В 1850 году село переместилось на новое место у деревни Нечаевка. Позже переселились выходцы из Богородска, Украины и Тамбовской губернии.

## Население
| 2010  | 2012  | 2013  | 2014  | 2015  | 2016  | 2017  |
| ----- | ----- | ----- | ----- | ----- | ----- | ----- |
| 1435  | ↗1439 | ↘1413 | ↗1433 | ↘1420 | ↘1379 | ↘1343 |
| 2018  | 2019  | 2020  | 2021  |       |       |       |
| ↘1319 | ↘1278 | ↘1260 | ↘1114 |       |       |       |

В 2002 году численность населения составляла 1388 человек (русские — 79 %).